# Sacrosanctum Concilium
La costituzione Sacrosanctum Concilium sulla sacra liturgia è una delle quattro costituzioni conciliari emanate dal Concilio Vaticano II. Fu adottata con 2158 voti a favore e solo 19 contrari e fu solennemente promulgata da papa Paolo VI il 4 dicembre 1963.
Tratta della liturgia della Chiesa cattolica, in particolare di quella della Chiesa latina. I principi ivi enunciati costituirono il punto di partenza per la riforma liturgica attuata dalla Chiesa cattolica dopo la chiusura del Concilio Vaticano II.

## Contenuto
Il Concilio tratta in primo luogo dei "principi generali per la riforma e la promozione della sacra liturgia". Dichiara che "la liturgia è il culmine verso cui tende l'azione della Chiesa e, al tempo stesso, la fonte da cui promana tutta la sua energia". La natura stessa della liturgia richiede la piena, consapevole e attiva partecipazione dei fedeli e perciò il Concilio dà istruzioni sull'apposita preparazione dei pastori d'anime.
Poi dichiara che "la santa madre Chiesa desidera fare un'accurata riforma generale della liturgia", affinché "le sante realtà che [i testi e i riti] significano, siano espresse più chiaramente e il popolo cristiano possa capirne più facilmente il senso e possa parteciparvi con una celebrazione piena, attiva e comunitaria". Ricorda che regolare la liturgia spetta unicamente al papa e agli altri vescovi, sia singoli sia nelle "competenti assemblee episcopali territoriali" (le conferenze episcopali), e a nessun altro, anche se sacerdote. Sulla base di accertati studi teologici, storici e pastorali si possono rivedere parti della liturgia e perciò i libri liturgici (messale ecc.) devono essere rivisti "quanto prima". È preferibile la forma comunitaria della celebrazione liturgica (soprattutto della messa), nella quale ognuno, sia ministro che semplice fedele, svolga il proprio ufficio compiendo tutto e soltanto ciò che, secondo la natura del rito e le norme liturgiche, è di sua competenza. La partecipazione dei fedeli deve essere promossa mediante le loro acclamazioni, le risposte, i canti (salmi, antifone ed altri), le azioni e i gesti, e deve essere menzionata nei libri liturgici.
In vista della natura didattica e pastorale della liturgia, i riti devono evitare l'inutile prolissità ed essere in generale facilmente comprensibili. "Si restaurerà una lettura della sacra Scrittura più abbondante, più varia e meglio scelta". La predicazione fa parte dell'azione liturgica e deve essere menzionata nei libri liturgici: è noto che le edizioni tridentine del Messale Romano prevedevano la recita del Credo immediatamente dopo la lettura del Vangelo, eccetto nelle messe solenni, nelle quali la predicazione era facoltativa ("Si autem sit praedicandum ..."). "L'uso della lingua latina, salvo diritti particolari, sia conservato nei riti latini. Dato però che, sia nella messa che nell'amministrazione dei sacramenti, sia in altre parti della liturgia, non di rado l'uso della lingua nazionale può riuscire di grande utilità per il popolo, si conceda alla lingua nazionale una parte più ampia", la cui estensione è lasciata alla decisione (se confermata dalla Santa Sede) della relativa conferenza episcopale.
Per quello che riguarda l'Eucaristia, il Concilio domanda che dell'"Ordo Missae" si faccia una revisione che, conservata fedelmente la sostanza dei riti, li semplifichi, sopprima le duplicazioni e gli elementi introdotti senza grande utilità e restituisca altri elementi andati perduti. Si dovrà leggere la maggior parte della Sacra Scrittura, distribuendone il testo in un ciclo di più anni. È vivamente raccomandata l'omelia, che non si ometta, se non per un grave motivo, nelle messe domenicali e festive con partecipazione del popolo, e si (re)introduca la Preghiera dei fedeli. Il Concilio ripete quello che ha già detto sull'uso, nell'ampiezza determinata dalla rispettiva conferenza episcopale, della lingua nazionale invece del latino. Aggiunge che "i fedeli sappiano recitare e cantare insieme, anche in lingua latina, le parti dell'ordinario della messa che spettano ad essi". Si raccomanda di dare la comunione ai fedeli con ostie consacrate nella stessa messa e si permette in alcune circostanze la comunione sotto le due specie (pane e vino). Si estende la facoltà di concelebrazione della stessa messa da parte di più sacerdoti.
Il Concilio dà simili istruzioni in relazione agli altri sacramenti e ai sacramentali, alla liturgia delle ore (fra l'altro, distribuzione dei salmi su un periodo più lungo che la tradizionale settimana, e soppressione dell'ora di prima), all'anno liturgico (fra l'altro, riduzione del numero delle feste di santi celebrate ovunque),, alla musica sacra, all'arte sacra e la sacra suppellettile.

## Applicazione
Per l'effettiva attuazione di tali propositi papa Paolo VI istituì nel 1964 il Consilium ad exsequendam Constitutionem de Sacra Liturgia, che lavorò alla revisione della liturgia dalla chiusura del Concilio fino al 1969.